# 리칸텐
리칸텐(스페인어: Licantén)는 칠레 마울레 주 쿠리코 현의 코무나이다.